# Filip Arežina
Filip Arežina (sinh 8 tháng 11 năm 1992) là một cầu thủ bóng đá Bosnia và Herzegovina thi đấu ở vị trí tiền vệ cho FK Mladost.

## Sự nghiệp quốc tế
Arežina ra mắt quốc tế lần đầu tiên tại trận chung kết giải giao hữu Kirin Cup trước Nhật Bản ngày 7 tháng 6 năm 2016, khi thay Mario Vrančić ở phút thứ 89.

## Danh hiệu
Zrinjski Mostar
- Giải bóng đá ngoại hạng Bosnia và Herzegovina (1): 2015–16